# Queen's Club Championships 2007 - Qualificazioni singolare
Le qualificazioni del singolare ai Queen's Club Championships 2007 sono state un torneo di tennis preliminare per accedere alla fase finale della manifestazione. I vincitori dell'ultimo turno sono entrati di diritto nel tabellone principale. In caso di ritiro di uno o più giocatori aventi diritto a questi sono subentrati i lucky loser, ossia i giocatori che hanno perso nell'ultimo turno ma che avevano una classifica più alta rispetto agli altri partecipanti che avevano comunque perso nel turno finale.
Le qualificazioni del torneo Queen's Club Championships  2007 prevedevano 32 partecipanti di cui 4 sono entrati nel tabellone principale.

## Teste di serie
1. Ilija Bozoljac (primo turno)
2. Santiago Giraldo (primo turno)
3. Jo-Wilfried Tsonga (Qualificato)
4. Gilles Müller (ultimo turno)

1. Wayne Arthurs (ultimo turno)
2. Alex Kuznetsov (Qualificato)
3. Nathan Healey (secondo turno)
4. Serhij Stachovs'kyj (primo turno)

## Qualificati
1. Frederik Nielsen
2. Dušan Vemić

1. Jo-Wilfried Tsonga
2. Alex Kuznetsov

## Tabellone

### Legenda
| - Q = Qualificato - WC = Wild card - LL = Lucky loser | - ALT = Alternate - SE = Special Exempt - PR = Protected Ranking | - w/o = Walkover - r = Ritirato - d = Squalificato |

### Sezione 1
|  | Primo turno         | Primo turno         | Primo turno      | Primo turno | Primo turno |  |  | Secondo turno | Secondo turno    | Secondo turno    | Secondo turno    | Secondo turno |   |   | Ultimo turno | Ultimo turno | Ultimo turno | Ultimo turno | Ultimo turno |  |
|  |                     |                     |                  |             |             |  |  |               |                  |                  |                  |               |   |   |              |              |              |              |              |  |
|  |                     | André Sá            | André Sá         | 6           | 6           |  |  |               |                  |                  |                  |               |   |   |              |              |              |              |              |  |
|  | 1                   | Ilija Bozoljac      | Ilija Bozoljac   | 1           | 2           |  |  | André Sá      | André Sá         | 3                | 6                | 3             |   |   |              |              |              |              |              |  |
|  | Marcelo Melo        | Marcelo Melo        | 6                | 1           | 6           |  |  | Marcelo Melo  | Marcelo Melo     | 6                | 3                | 6             |   |   |              |              |              |              |              |  |
|  | Alexander Slabinsky | Alexander Slabinsky | 2                | 6           | 1           |  |  |               |                  |                  |                  |               |   |   | Marcelo Melo | Marcelo Melo | 7            | 6            | 0            |  |
|  | Frederik Nielsen    | Frederik Nielsen    | Frederik Nielsen | 6           | 6           |  |  |               |                  | Frederik Nielsen | Frederik Nielsen | 6             | 7 | 6 |              |              |              |              |              |  |
|  | Iain Atkinson       | Iain Atkinson       | Iain Atkinson    | 2           | 0           |  |  |               | Frederik Nielsen | Frederik Nielsen | 6                | 6             |   |   |              |              |              |              |              |  |
|  | 7                   | Nathan Healey       | Nathan Healey    | 6           | 7           |  |  | 7             | Nathan Healey    | Nathan Healey    | 3                | 3             |   |   |              |              |              |              |              |  |
|  |                     | Neil Bamford        | Neil Bamford     | 3           | 5           |  |  |               |                  |                  |                  |               |   |   |              |              |              |              |              |  |

### Sezione 2
|  | Primo turno     | Primo turno      | Primo turno      | Primo turno | Primo turno |  |  | Secondo turno | Secondo turno   | Secondo turno   | Secondo turno | Secondo turno |   |    | Ultimo turno | Ultimo turno | Ultimo turno | Ultimo turno | Ultimo turno |  |
|  |                 |                  |                  |             |             |  |  |               |                 |                 |               |               |   |    |              |              |              |              |              |  |
|  |                 | Dušan Vemić      | Dušan Vemić      | 6           | 6           |  |  |               |                 |                 |               |               |   |    |              |              |              |              |              |  |
|  | 2               | Santiago Giraldo | Santiago Giraldo | 2           | 1           |  |  | Dušan Vemić   | Dušan Vemić     | 4               | 6             | 6             |   |    |              |              |              |              |              |  |
|  | James Ward      | James Ward       | 6                | 4           | 6           |  |  | James Ward    | James Ward      | 6               | 3             | 3             |   |    |              |              |              |              |              |  |
|  | Daniel Evans    | Daniel Evans     | 4                | 6           | 1           |  |  |               |                 |                 |               |               |   |    |              | Dušan Vemić  | 7            | 64           | 7            |  |
|  | Jonathan Marray | Jonathan Marray  | Jonathan Marray  | 6           | 6           |  |  |               |                 | 5               | Wayne Arthurs | 63            | 7 | 68 |              |              |              |              |              |  |
|  | David Brewer    | David Brewer     | David Brewer     | 4           | 2           |  |  |               | Jonathan Marray | Jonathan Marray | 3             | 2             |   |    |              |              |              |              |              |  |
|  | 5               | Wayne Arthurs    | Wayne Arthurs    | 6           | 6           |  |  | 5             | Wayne Arthurs   | Wayne Arthurs   | 6             | 6             |   |    |              |              |              |              |              |  |
|  |                 | David Rice       | David Rice       | 2           | 4           |  |  |               |                 |                 |               |               |   |    |              |              |              |              |              |  |

### Sezione 3
|  | Primo turno   | Primo turno         | Primo turno         | Primo turno | Primo turno |  |  | Secondo turno | Secondo turno      | Secondo turno      | Secondo turno | Secondo turno |   |   | Ultimo turno | Ultimo turno       | Ultimo turno       | Ultimo turno | Ultimo turno |  |
|  |               |                     |                     |             |             |  |  |               |                    |                    |               |               |   |   |              |                    |                    |              |              |  |
|  | 3             | Jo-Wilfried Tsonga  | 6                   | 3           | 6           |  |  |               |                    |                    |               |               |   |   |              |                    |                    |              |              |  |
|  |               | Josh Goodall        | 1                   | 6           | 3           |  |  | 3             | Jo-Wilfried Tsonga | Jo-Wilfried Tsonga | 6             | 6             |   |   |              |                    |                    |              |              |  |
|  | Tom Rushby    | Tom Rushby          | 6                   | 2           | 7           |  |  |               | Tom Rushby         | Tom Rushby         | 1             | 1             |   |   |              |                    |                    |              |              |  |
|  | Richard Irwin | Richard Irwin       | 2                   | 6           | 63          |  |  |               |                    |                    |               |               |   |   | 3            | Jo-Wilfried Tsonga | Jo-Wilfried Tsonga | 6            | 6            |  |
|  | Lee Childs    | Lee Childs          | Lee Childs          | 6           | 6           |  |  |               |                    |                    | George Bastl  | George Bastl  | 4 | 0 |              |                    |                    |              |              |  |
|  | Daniel Cox    | Daniel Cox          | Daniel Cox          | 2           | 3           |  |  | Lee Childs    | Lee Childs         | 2                  | 7             | 3             |   |   |              |                    |                    |              |              |  |
|  |               | George Bastl        | George Bastl        | 6           | 7           |  |  | George Bastl  | George Bastl       | 6                  | 5             | 6             |   |   |              |                    |                    |              |              |  |
|  | 8             | Serhij Stachovs'kyj | Serhij Stachovs'kyj | 3           | 65          |  |  |               |                    |                    |               |               |   |   |              |                    |                    |              |              |  |

### Sezione 4
|  | Primo turno      | Primo turno      | Primo turno      | Primo turno | Primo turno |  |  | Secondo turno | Secondo turno  | Secondo turno | Secondo turno  | Secondo turno |   |   | Ultimo turno | Ultimo turno  | Ultimo turno | Ultimo turno | Ultimo turno |  |
|  |                  |                  |                  |             |             |  |  |               |                |               |                |               |   |   |              |               |              |              |              |  |
|  | 4                | Gilles Müller    | Gilles Müller    | 7           | 6           |  |  |               |                |               |                |               |   |   |              |               |              |              |              |  |
|  |                  | Chris Eaton      | Chris Eaton      | 63          | 4           |  |  | 4             | Gilles Müller  | Gilles Müller | 6              | 6             |   |   |              |               |              |              |              |  |
|  | Rohan Bopanna    | Rohan Bopanna    | Rohan Bopanna    | 7           | 6           |  |  |               | Rohan Bopanna  | Rohan Bopanna | 3              | 4             |   |   |              |               |              |              |              |  |
|  | Carlos Salamanca | Carlos Salamanca | Carlos Salamanca | 5           | 4           |  |  |               |                |               |                |               |   |   | 4            | Gilles Müller | 7            | 5            | 5            |  |
|  | Jim May          | Jim May          | Jim May          | 7           | 7           |  |  |               |                | 6             | Alex Kuznetsov | 68            | 7 | 7 |              |               |              |              |              |  |
|  | Jamie Delgado    | Jamie Delgado    | Jamie Delgado    | 6           | 63          |  |  |               | Jim May        | 7             | 2              | 63            |   |   |              |               |              |              |              |  |
|  | 6                | Alex Kuznetsov   | 7                | 3           | 6           |  |  | 6             | Alex Kuznetsov | 64            | 6              | 7             |   |   |              |               |              |              |              |  |
|  |                  | Alun Jones       | 65               | 6           | 3           |  |  |               |                |               |                |               |   |   |              |               |              |              |              |  |